# (37537) 1981 EP2
1981 EP2 (asteroide 37537) é um asteroide da cintura principal. Possui uma excentricidade de 0.12040330 e uma inclinação de 15.28196º.
Este asteroide foi descoberto no dia 2 de março de 1981 por Schelte J. Bus em Siding Spring.